# Octobre 1810

## Événements

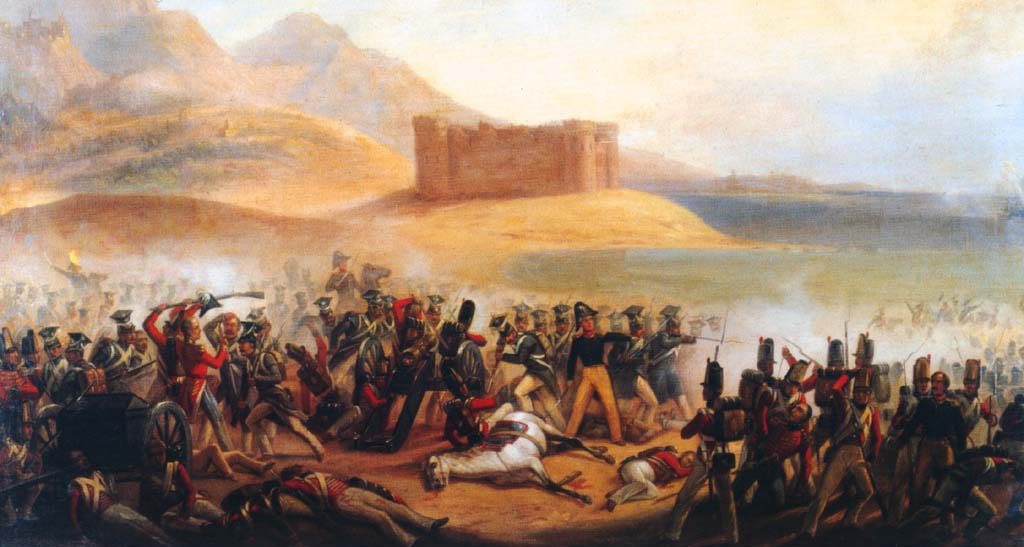
15 octobre : bataille de Fuengirola.

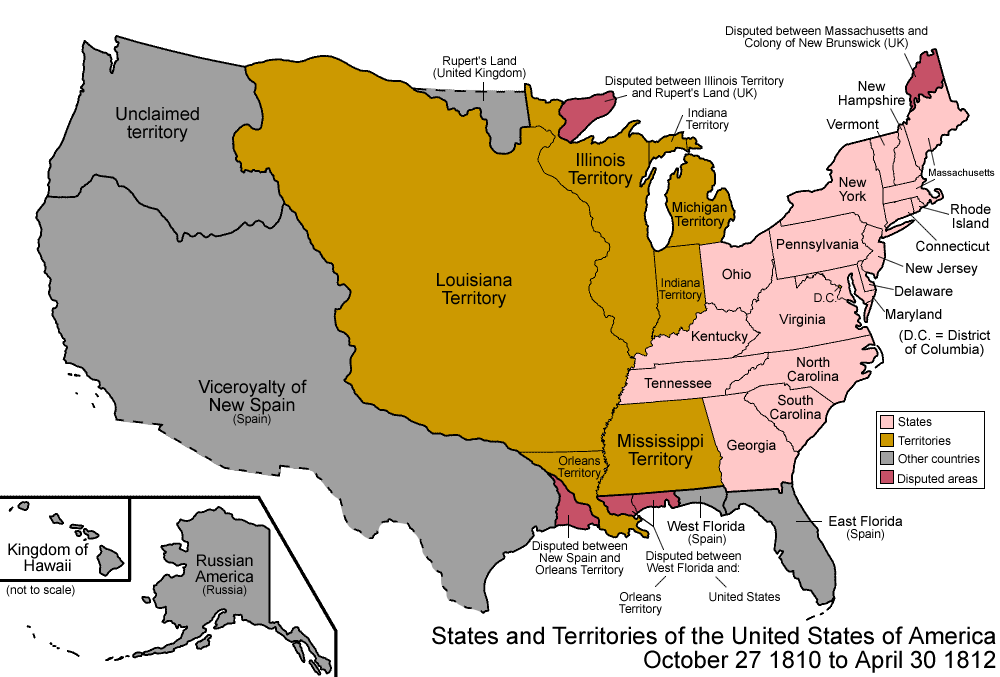
27 octobre 1810 - 30 avril 1812

- 6 - 9 octobre : défaite des insurgées mexicains à la bataille de Puerto de Carroza[1].

- 15 octobre : victoire des franco-polonais sur les Britanniques à la bataille de Fuengirola près de Malaga[2].

- 16 octobre : conscription dans les Provinces illyriennes : 18 000 hommes pour 1,5 million d’habitants[3].

- 19 octobre, France : le décret de Fontainebleau renforce les peines prononcées contre les contrebandiers[4].

- 27 octobre : par proclamation du président James Madison, les États-Unis annexent les districts de Bâton-Rouge et de Mobile, en Floride Occidentale, déclarant qu'ils font partie de la vente de la Louisiane. Ces districts avaient déclaré leur indépendance de l’Espagne, 90 jours plus tôt, pour former la république de Floride occidentale[5].

- 30 octobre : bataille de Monte de las Cruces, indécise, entre les insurgés mexicains et les royalistes[6].

## Naissances
- 10 octobre : Franz Hermann Troschel (mort en 1882), zoologiste allemand.
- 19 octobre : Jules Malou, homme politique belge († 11 juillet 1886)
- 27 octobre : Emmanuel de Fonscolombe, compositeur français.

## Décès
- 24 octobre : Léon Marguerite Le Clerc de Juigné, militaire et parlementaire français (°3 janvier 1733).
- 30 octobre : François Français (né en 1768), mathématicien français.